# Юніорська збірна Сербії з хокею із шайбою
Юніорська збірна Сербії з хокею із шайбою  — національна юніорська команда Сербії, що представляє країну на міжнародних змаганнях з хокею із шайбою. Опікується командою Федерація хокею Сербії, команда постійно бере участь у чемпіонаті світу з хокею із шайбою серед юніорських команд.

## Результати

### Чемпіонати світу з хокею із шайбою серед юніорських команд
- 2007 — 6 місце Дивізіон ІІ В
- 2008 — 1 місце Дивізіон ІІ В
- 2009 — 5 місце Дивізіон ІІ В
- 2010 — 4 місце Дивізіон ІІ А
- 2011 — 5 місце Дивізіон ІІ А
- 2012 — 2 місце Дивізіон ІІ В
- 2013 — 3 місце Дивізіон ІІ В
- 2014 — 3 місце Дивізіон ІІ В
- 2015 — 3 місце Дивізіон ІІ В
- 2016 — 3 місце Дивізіон ІІ В
- 2017 — 3 місце Дивізіон ІІ В
- 2018 — 3 місце Дивізіон ІІ В
- 2019 — 1 місце Дивізіон ІІ В
- 2022 — 6 місце Дивізіон ІІ А
- 2023 — 4 місце Дивізіон ІІ А
- 2024 — 6 місце Дивізіон ІІ А
- 2025 — 5 місце Дивізіон ІІ В